# Untash-Napirisha
Untash-Napirisha was de koning van Elam van 1275 tot 1240 v.Chr. 
Hij was de opvolger van zijn vader, Khumban-Numena. Untash-Napirisha droeg eigenlijk de naam 'Untash-Khumban', maar hij veranderde het tweede deel van zijn naam in Napirisha wat "Grote God" betekent.
Het religieuze complex Dur Untash (Chogha Zanbil) is gebouwd in opdracht van Untash-Napirisha. Historici denken dat hij dit liet bouwen om de goden van de lage gedeelten van Elam en die van de hooglanden te verenigen.
Van zijn vrouw, koningin Napirasu is een beeld gevonden dat zich nu in het Louvre bevindt. Het hoofd van het beeld is verloren gegaan.
Untaš-Napiriša heeft een inscriptie nagelaten op zes bakstenen in Daylâm (het zuidwesten van Khuzestan), waarin hij de bouw van een tempel gewijd aan Inšušinak, Mašti en Tepti vermeldt.
Hij zegt daarin:
šu-up a-pi-me a-ak li-ki-ir apite pi-ip-ši-it-te hu-ut-tah šu-ut-ku-me ša-at-ki-me
Ik hernieuwde hun šup en hun likir, dag en nacht
Ook in Tappeh Bormi dat destijds waarschijnlijk de Elamitische stad Huhnuri was, zijn er aanwijzingen van zijn bouwactiviteiten.